# La Journée avant

La Journée avant (The Day Before) est un film canadien réalisé par David Lussier et sorti en 2001.

## Synopsis
Steve, un jeune homme dans la vingtaine, raconte à son cousin Richard les événements qui se sont déroulés la journée avant son départ pour un voyage avec sa copine Karine dans les Caraïbes. La journée a été remplie de situations imprévues et inusitées. Tout débute le matin, lorsque, croyant avoir congé, Steve doit se rendre à son travail d'urgence. Une fois revenu chez lui, tout bascule.

## Fiche technique
- Titre anglais : The Day Before
- Réalisation et scénario : David Lussier
- Montage : Julie Riopel
- Lieu de tournage : Montréal
- Durée : 80 minutes
- Date de sortie : 
  - Canada : 6 avril 2001

## Distribution
- Martin Bienvenue : Steve
- Sebastien Roberts : Max
- Geneviève St-Amour : Sophie
- Mélissa Lussier : Karine
- Éric Lemire : Richard
- François Olivier : Frank